# Association Tennis de table de Serris Val d'Europe
L'Association Tennis de Table de Serris Val d'Europe est un club français de tennis de table.

## Historique
Le club a vu le jour en 1993, mais il ne prend son envol qu'à partir de 2004 et la création d'une section féminine. Celle-ci gravit rapidement les échelons pour accéder en 2008 à la Pro B. Après avoir assuré leur maintien en 2009, les féminines décrochent même le titre de Championnes de France de Pro B en 2010 devant Quimper et Metz. Mais faute de moyens financiers, les dirigeants décident de refuser l'accession et de rester en Pro B. Trois ans plus tard, les franciliennes décrochent la seconde place du championnat, derrière Quimper, et accèdent en Pro A pour la première fois de leur histoire avec le plus petit budget des championnats professionnels.

## Effectif 2011-2012
- Silvia Erdelji, Serbe (no 31 FFTT)
- Anne Boileau-Demaret, Française (no 44)
- Monika Molnar, Serbe (no 46 FFTT et no 237 mondiale)
- Laura Pfefer, Française (no 81)
- Marion Chomis, Française (no 149)
- Pascale Bibaut, entraîneur.

## Palmarès
- Pro B Féminine
  - Championne en 2010
  - Vice-championne en 2013

## Bilan par saison
| Saison    | Championnat | Classement    | Pts | J  | V | N | D  | Pp | Pc | Diff |
| --------- | ----------- | ------------- | --- | -- | - | - | -- | -- | -- | ---- |
| 2014-2015 | Pro A       | 9e            | 23  | 18 | 1 | 3 | 14 | 30 | 66 | -36  |
| 2013-2014 | Pro A       | 7e            | 32  | 18 | 3 | 8 | 7  | 45 | 57 | -12  |
| 2012-2013 | Pro B       | Vice-Champion | 46  | 18 | 9 | 5 | 1  | 64 | 31 | +33  |
| 2011-2012 | Pro B       | 5e            | 40  | 18 | 9 | 4 | 5  | 56 | 42 | +14  |
| 2010-2011 | Pro B       | 4e            | 31  | 16 | 5 | 5 | 6  | 43 | 47 | -4   |
| 2009-2010 | Pro B       | Champion      | 44  | 18 | 9 | 8 | 1  | 61 | 36 | +25  |
| 2008-2009 | Pro B       | 8e            | 33  | 18 | 5 | 5 | 8  | 43 | 53 | -10  |